# Vesperus serranoi
Vesperus serranoi é uma espécie de insetos coleópteros polífagos pertencente à família Cerambycidae.
A autoridade científica da espécie é Zuzarte, tendo sido descrita no ano de 1985.
Trata-se de uma espécie presente no território português.